# Solanocapsina
Solanocapsina, con fórmula química C27H46N2O2, es un tóxico alcaloide esteroideo que se encuentra en la planta Solanum pseudocapsicum.